# Ryan Truesdell
Ryan Truesdell (* um 1980 in Verona, Wisconsin) ist ein US-amerikanischer Arrangeur, Komponist, Kopist, Musikproduzent und Bandleader. Bekannt wurde er 2012 durch sein Gil Evans Projekt Centennial – Newly Discovered Works of Gil Evans.

## Leben und Wirken
Truesdell wuchs in Madison (Wisconsin) auf; seine Mutter spielte Klavier. Als Kind lernte er Piano und Violine; während der Highschool lernte er Oboe und Saxophon. Er studierte an der University of Minnesota Musikpädagogik sowie klassisches und Jazz-Saxophon. Daneben betätigte er sich als Orchesterleiter mit der Aufführung von Werken von Dello Joio und Paul Hindemith. Am New England Conservatory studierte er Komposition bei Bob Brookmeyer, dessen Album Bob Brookmeyer with the NDR Big Band (2010) er produzierte. Er arbeitete in den 2000er Jahren im Maria Schneider Orchestra, zunächst als Kopist, dann als Tourmanager, Arrangeur, Komponist und Co-Produzent der Alben Concert in the Garden (2004) und Sky Blue (2007). 2008 komponiert er für Todd Coolman (Perfect Strangers). Ab 2011 realisierte er das Gil-Evans-Projekt Centennial; 2015 veröffentlichte er das Folgealbum Lines of Color, schließlich 2025 Shades of Sounds: Gil Evans Project Live at Jazz Standard Vol. 2. 
Truesdell lebt in New York City.
Truesdell schrieb Kompositionen und Arrangements u. a. für Ingrid Jensen/U.S. Air Force Band of the Pacific, Frank Kimbrough/University of Minnesota’s Jazz Ensemble und erhielt einen Kompositionsauftrag für die New York Youth Symphony’s Jazz Band Classic, welcher 2009 im Jazz at Lincoln Center Premiere hatte.
Sein Bruder Mike Truesdell ist Jazzschlagzeuger.
2014 gewann sein Gil Evans Project Centennial die Kritiker-Polls des Down Beat in der Rising Star Kategorie Big Band und er gewann als Arrangeur.